# Meccano (strip)
Meccano is een Nederlandse stripreeks schrijver en tekenaar Hanco Kolk. De reeks begon in 1992. De verhalen spelen zich af in het fictieve mediterrane vorstendom Meccano, een stadstaat die onderdak biedt aan de rijksten van de aarde en waar het leven wordt beheerst door hebzucht, hedonisme en opportunisme.
Het vorstendom heeft sterke overeenkomsten met, en verwijzingen naar Monaco

## Albums
Van Meccano verschenen vijf albums.
| Album | Titel        | Verhaalnr. | Verhaaltitel         | Uitgever(s)            | Jaar |
| ----- | ------------ | ---------- | -------------------- | ---------------------- | ---- |
| 1     | Beauregard   | 1          | Het kunstoog         | Arboris B.V.           | 1992 |
| 1     | Beauregard   | 2          | De 24 uur            | Arboris B.V.           | 1992 |
| 1     | Beauregard   | 3          | Principes            | Arboris B.V.           | 1992 |
| 1     | Beauregard   | 4          | De debutanten        | Arboris B.V.           | 1992 |
| 1     | Beauregard   | 5          | De verloving         | Arboris B.V.           | 1992 |
| 1     | Beauregard   | 6          | Geheimen             | Arboris B.V.           | 1992 |
| 1     | Beauregard   | 7          | De ondergang         | Arboris B.V.           | 1992 |
| 2     | Gilette      | 8          | Wichtje              | Arboris B.V.           | 1994 |
| 2     | Gilette      | 9          | De zeppelin          | Arboris B.V.           | 1994 |
| 2     | Gilette      | 10         | Ravotti’s schilderij | Arboris B.V.           | 1994 |
| 2     | Gilette      | 11         | Ode aan de vrouw     | Arboris B.V.           | 1994 |
| 2     | Gilette      | 12         | Relikwieën           | Arboris B.V.           | 1994 |
| 3     | Schlager     | 13         | Schlager             | Uitgeverij De Harmonie | 1999 |
| 4     | De ruwe gids | 14         | Foetus               | Uitgeverij De Harmonie | 2007 |
| 4     | De ruwe gids | 15         | Go-Between           | Uitgeverij De Harmonie | 2007 |
| 4     | De ruwe gids | 16         | Container            | Uitgeverij De Harmonie | 2007 |
| 4     | De ruwe gids | 17         | Als alles is gezegd  | Uitgeverij De Harmonie | 2007 |
| 5     | Poppy        | 18         | Poppy                | Uitgeverij De Harmonie | 2022 |

In 2009 werden de eerste drie albums gebundeld in het album De eenzame planeet. Er verschenen verder zes Engelstalige voorpublicaties (met extra's) uit het album De ruwe gids.
| Nummer | Titel            | Uitgever(s) | Jaar |
| ------ | ---------------- | ----------- | ---- |
| 1      | Fetus            | Bries       | 2006 |
| 2      | Go-between       | Bries       | 2006 |
| 3      | Date             | Bries       | 2006 |
| 4      | Container        | Bries       | 2006 |
| 5      | Fortress of love | Bries       | 2007 |
| 6      | Finale           | Bries       | 2007 |